# خط عرض 80° جنوب
خط عرض 80° جنوب هي إحدى دوائر العرض الجغرافية، وهي دوائر وهمية تحيط بالكرة الأرضية، وموازية لخط الاستواء، وتتميز هذه الدائرة بأن الأراضي الواقعة عليها تنتمي للمنطقة القطبية.

## حول العالم
خط عرض 79° جنوب يبدأ من خط الزوال الأولي ويتجه شرقا ويمر عبر:
| البلد أو الإقليم أو البحر   | ملاحظات                                                    |
| --------------------------- | ---------------------------------------------------------- |
| شرق القارة القطبية الجنوبية | Passing south of Amery Ice Shelf, ويلكس لاند و أرض فكتوريا |
| حاجز روس                    | Passing south of جزيرة روس                                 |
| غرب القارة القطبية الجنوبية | أرض ماري بيرد                                              |
| Filchner-Ronne Ice Shelf    | Berkner Island                                             |